# Eremias przewalskii
L'eremia del Gobi o eremia di Przewalski (Eremias przewalskii Strauch, 1876)) è una lucertola appartenente alla famiglia dei Lacertidi.

## Descrizione
È una lucertola di medie dimensioni, la cui lunghezza del corpo raggiunge i 10 cm. Lo scudo frontale può presentare o no un debole solco. Lo scudo infraorbitario non raggiunge il margine della bocca. Le squame dorsali sono lisce, quelle della coda carenate o lisce. Sono presenti 11-17 pori femorali; lo spazio tra le file di pori è ampio. La superficie superiore è brunastra o grigio-giallastra, con numerose strisce di forma irregolare, brune o nere, che si fondono tra loro. Le strisce formano un complesso motivo a rete che copre la parte posteriore del corpo. Le parti inferiori sono bianco opache o giallastre.

## Distribuzione e habitat
È originaria del deserto dell'Alashan ed è presente nella Cina settentrionale (Mongolia Interna e Xinjiang) e in Mongolia (nell'ovest e nel sud del paese). In Russia si trova a Tuva, dove la sottospecie endemica (E. p. tuvensis), che figura nel Libro rosso delle specie minacciate di questo paese, vive nella pianura alluvionale del fiume Narijn-Gol.

## Biologia
È una lucertola relativamente rara, che vive nei terreni sabbiosi ricoperti da arbusti di caragana, tra le cui radici scava tane lunghe 30-40 cm. Si stabilisce anche nelle tane del pika della Dauria e del gerboa dai piedi rugosi. È ovovivipara.

## Tassonomia
Ne vengono riconosciute due sottospecie:
- E. p. przewalskii Strauch, 1876;
- E. p. tuvensis Szczerbak, 1970.